# دوان كيل
دوان كيل (بالإنجليزية: Duane Kale)‏ هو سبّاح نيوزيلندي، مثّل بلاده في الألعاب البارالمبية الصيفية 1996.

## روابط خارجية
دوان كيل على موقع Paralympic.org (الإنجليزية)
- دوان كيل على موقع اللجنة البارالمبية النيوزيلندية (الإنجليزية)